# 天主教比洛克西教区
天主教傑克遜教區（拉丁語：Diocesis Biloxiiensis）是美國一個羅馬天主教教區，屬莫比爾總教區。成立於1977年3月1日。
範圍包括密西西比州東南部，共十七縣，教座位於比洛克西。2006年有教友67,244人（佔全州人口8.3%）、四十二個堂區、八十一名司鐸。現任教區主教為羅格·莫林。